# 1975 en Algérie
Chronologie de l’Algérie
- 1971
- 1972
- 1973
- 1974
- 1975
- 1976
- 1977
- 1978
- 1979

Cet article présente les faits marquants de l'année 1975 en Algérie ou relatifs à l'Algérie; datation selon le calendrier grégorien.

## Événements
- Expulsion des Marocains d'Algérie. Déplacement forcé de la diaspora marocaine vivant en Algérie vers le Maroc, qui a eu lieu en 1975, à la suite de l'annexion du Sahara occidental par le Maroc[1],[2],[3]
- 6 mars : accords d’Alger. L’Irak reconnaît la délimitation de la frontière irako-iranienne sur la ligne du talweg du Chatt-el-Arab et les deux parties s’engagent à cesser de soutenir leurs oppositions respectives. Les Kurdes acceptent la paix, et une autonomie limitée leur est accordée avec certains droits culturels[4].
- 10 avril : viste du président français, Valéry Giscard d'Estaing, en Algérie[5].
- 14 novembre : accords de Madrid sur l’indépendance du Sahara occidental entre l’Espagne, le Maroc et la Mauritanie. L’Espagne, préoccupée par la succession de Franco, admet un partage entre le Maroc et la Mauritanie lorsqu’elle quitterait le pays. L’Algérie, exclue de cet accord, proteste[6].

## Sports
- Jeux méditerranéens de 1975

### Basket-ball
- Coupe d'Algérie de basket-ball 1974-1975
- Coupe d'Algérie de basket-ball 1975-1976

### Cyclisme
- Tour d'Algérie 1975

### Football
- Équipe d'Algérie de football en 1975
- Coupe du Maghreb des clubs champions 1974-1975
- Coupe du Maghreb des clubs champions 1975-1976
- Coupe du Maghreb des vainqueurs de coupe 1974-1975
- Championnat d'Algérie de football 1974-1975
- Championnat d'Algérie de football 1975-1976
- Championnat d'Algérie de football de deuxième division 1974-1975
- Championnat d'Algérie de football de deuxième division 1975-1976
- Coupe d'Algérie de football 1974-1975
- Coupe d'Algérie de football 1975-1976
- Saison 1974-1975 du MC Alger
- Saison 1975-1976 du MC Alger
- Saison 1975-1976 du MO Constantine
- Saison 1974-1975 de l'USM Blida

## Culture

### Cinéma
- Chronique des années de braise (en arabe : وقائع سنين الجمر, Waqâ'i' sinîn al-jamr), film algérien réalisé par Mohammed Lakhdar-Hamina, sorti en 1975. Il remporte la Palme d'or de la 28e édition du Festival de Cannes. À ce jour, il est le seul film algérien à avoir obtenu cette récompense.
- Les Enfants de novembre (أولاد نوفمبر, Ouled nofember), téléfilm algérien réalisé par Moussa Haddad et sorti en 1975.
- L'inspecteur marque le but (المفتش الطاهر يسجل الهدف, Al-Mufattish Tāher Yusajjil al-Hadaf), film algérien réalisé par Kaddour Brahim Zakaria en 1975 à Oran.

## Naissances en 1975
- Naissance en Algérie en 1975

## Décès en 1975
- Décès en Algérie en 1975